# Lotte Blattl
 (octobre 2015).
Lotte Blattl (11 août 1933 à Innsbruck) est une skieuse alpine autrichienne, originaire de Saalfelden.

## Arlberg-Kandahar
- Vainqueur du Kandahar 1957 à Chamonix
  - Vainqueur du slalom 1957 à Chamonix